# Villa González
Villa González – miasto w północno-zachodniej części Dominikany w prowincji Santiago, 14 km na północny zachód od miasta Santiago de los Caballeros. Ludność: 29,1 tys. (2002).
Położone jest przy autostradzie nr 1. Znajduje się tu jedna z dwóch Sal Zgromadzeń Świadków Jehowy w Dominikanie na 2500 osób.